# Tudor Bilić
Tudor Bilić es un deportista croata que compite en vela en la clase Star. Ganó una medalla de plata en el Campeonato Mundial de Star de 2021.

## Palmarés internacional
| \| Campeonato Mundial \| Campeonato Mundial \| Campeonato Mundial \| Campeonato Mundial \| \| Año \| Lugar \| Medalla \| Clase \| \| ------------------ \| ------------------ \| ------------------ \| ------------------ \| \| 2021 \| Kiel (Alemania) \| Medalla de plata \| Star \| |                 |                  |       |
| Campeonato Mundial |                 |                  |       |
| Año | Lugar           | Medalla          | Clase |
| 2021 | Kiel (Alemania) | Medalla de plata | Star  |